# 艾瑪·邦尼
艾瑪·邦尼（Emma Bonney，1976年7月13日—），是英格蘭一名英式撞球和司諾克球員。

## 簡歷
艾瑪·邦尼於1976年7月13日出生在漢普郡的朴茨茅斯。
2006年，邦尼在女子世界司諾克錦標賽決賽中以3比5輸給了瑞娜·埃文斯。 2010年4月8日，她在伯明翰霍爾格林體育場贏得了她的第五個世界女子英式撞球冠軍，在決賽中以269-220擊敗了印度的琪特拉·馬吉麥拉傑。2011年，她進入女子世界司諾克錦標賽決賽，再次以1比5輸給埃文斯。2015年邦尼第三次進入女子世界司諾克錦標賽決賽，以2比6敗給吳安儀。